# 穆如系统股份有限公司
穆如系统股份有限公司（英語：Muroosystems Corporation）是一家日本的信息技术(Information technology，IT) 公司，总部位于东京都中央区日本桥本町。作为穆如系统公司体系的核心法人实体，主要从事数字化转型（Digital Transformation, DX）解决方案、分布式算力中心（Decentralized Computing Center, DCC）业务和可再生能源项目的开发。
2024年10月，公司收购了德国核能工程企业努克姆技术公司（简称：NUKEM）并进入核电行业。

## 发展历程
穆如系统股份有限公司于2006年作为一家 IT 企业在广岛县吴市成立，早期专注于网络会议系统和物流信息系统的开发。该公司随后将总部迁至东京，并将业务扩展至中国（上海）、香港、哈萨克斯坦、吉尔吉斯斯坦和其他国家。
2023年9月，公司开发的区块链国际贸易平台被日本经济产业省选为“贸易投资促进事业费补助金”支持对象，被认为有助于推动贸易流程的数字化。
2024年9月，公司与吉尔吉斯斯坦能源部签署合作协议，布局新能源领域，推动水力发电等可再生能源开发。
2024年10月，公司收购了德国核能工程公司努克姆技术公司（简称：NUKEM），该公司长期专注于核设施退役与放射性废物管理。
2025年4月14日，公司开发的节能集装箱型算力中心冷却系统（专利号：第7671564号）正式取得日本特许厅专利授权。
2025年4月15日，公司与土库曼斯坦能源部签署了合作备忘录（MoU），就共同开发国内剩余能源利用项目以及在技术合作领域开展全面合作达成一致。

## 关联公司
穆如系统主要通过以下三家核心法人实体开展业务：
- 穆如系统股份有限公司（总部：日本东京都中央区）

负责数字化转型（Digital Transformation, DX）解决方案、分布式算力中心（Decentralized Computing Center, DCC）建设运维和可再生能源项目的开发。
- 努克姆技术公司（总部：德国）

提供核设施退役、放射性废弃物管理等领域的工程与咨询服务。
- The Computing Limited（总部：香港）

从事可再生能源及分布式算力中心（Decentralized Computing Center, DCC）的投资和运营。